# Musaranya de Roosevelt
La musaranya de Roosevelt (Crocidura roosevelti) és una espècie de mamífer eulipotifle de la família de les musaranyes (Soricidae). que viu a Angola, Camerun, la República Centreafricana, la República Democràtica del Congo, Ruanda, Tanzània, Uganda i, possiblement també, el Sudan.